# Chelidonura tsurugensis
Chelidonura tsurugensis is een slakkensoort uit de familie van de Aglajidae. De wetenschappelijke naam van de soort is voor het eerst geldig gepubliceerd in 1964 door Baba & Abe.